# 特殊慰安设施协会

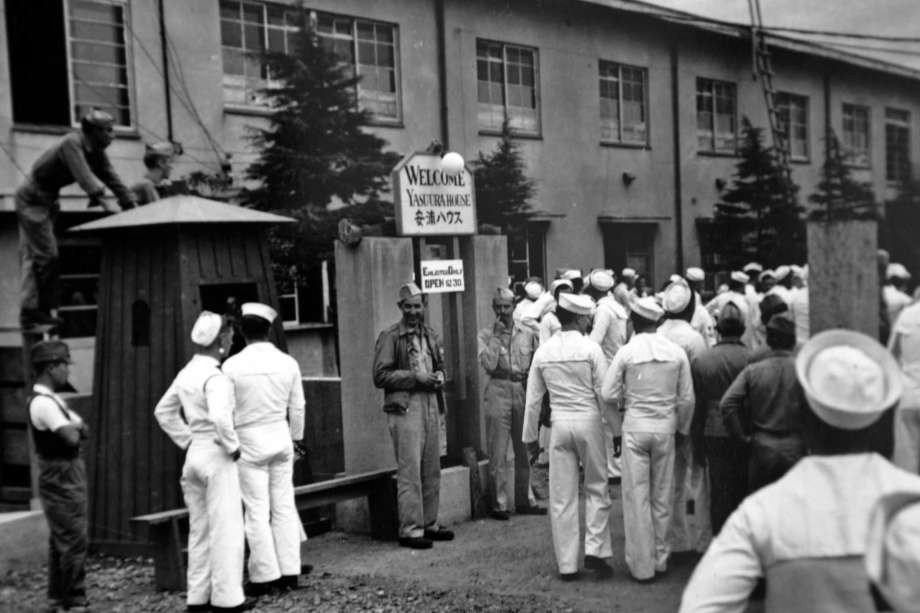
美国士兵聚集在安浦大厦

特殊慰安设施协会（日语：／ Recreation and Amusement Association */?），又称RAA、國際親善慰安協會，是第二次世界大战结束后日本政府成立的专门为驻日美军提供性服务的机构，由东京警视厅领头，日本劝业银行资助建立:142–45:126。日本人称之为“国家卖春机关”（日文：国策売春組織）、“性的防波堤”（日文：性の防波堤）。1946年3月，特殊慰安设施协会经营的慰安所被驻日美军司令麦克阿瑟下令关闭，特殊慰安设施协会在1948年4月正式关闭。
特殊慰安设施协会主要招募女性为占领军提供性服务，同时也有少量男性为美国女兵提供性服务:182。

## 历史
1945年日本在第二次世界大战战败后，以美国为首的联合国军进驻日本。日本政府推测美军会在占领期间强奸日本妇女，决定成立专门为占领军提供性服务的机构。1945年8月18日，日本内务省向各地方政府下达了《内务省给各警保局长关于外国军驻地慰安施设问题的通告》、《外国驻军慰安施设管理》的指令，要求各地警察协助建立美军慰安所。1945年8月26日，为占领军提供性服务的“特殊慰安设施协会”在东京警视厅的牵头下正式成立，并在日本天皇皇宫大门外举行了成立仪式:141–43:22:17。特殊慰安设施协会注册资金一亿日元，其中有五千五百万日元是池田勇人代表财务省协调的日本劝业银行融资。
由于日本在二战末期在国内整肃卖春行业，加之联军对日本大城市的狂轰滥炸，东京红灯区的妓女都纷纷逃往乡下，所剩无几。为弥补美军慰安妇的数量巨大空缺，特殊慰安设施协会在各大报纸刊登具有欺骗性的广告，引诱招募身处困境的良家妇女:138, 152:19–20。14-25岁失业的工厂“女子挺身隊”员也被招募进来:138–139, 147。1945年8月28日，东京郊外的日本首家美军慰安所“小町园”正式开业。此后，日本各地开始出现大量美军慰安所。美军慰安妇的数量一度达到7万之多。
1946年3月26日，由于性病的泛滥和美国国内社会道德的谴责，驻日美军以“公然卖淫是对民主理想的背叛”为由命令日本关闭所有美军慰安所，26日特殊慰安设施协会的所有慰安所被日本警方关闭。不过设在东京银座歌舞伎座的特殊慰安设施协会总部直到1948年4月才被关闭。

## 组织架构

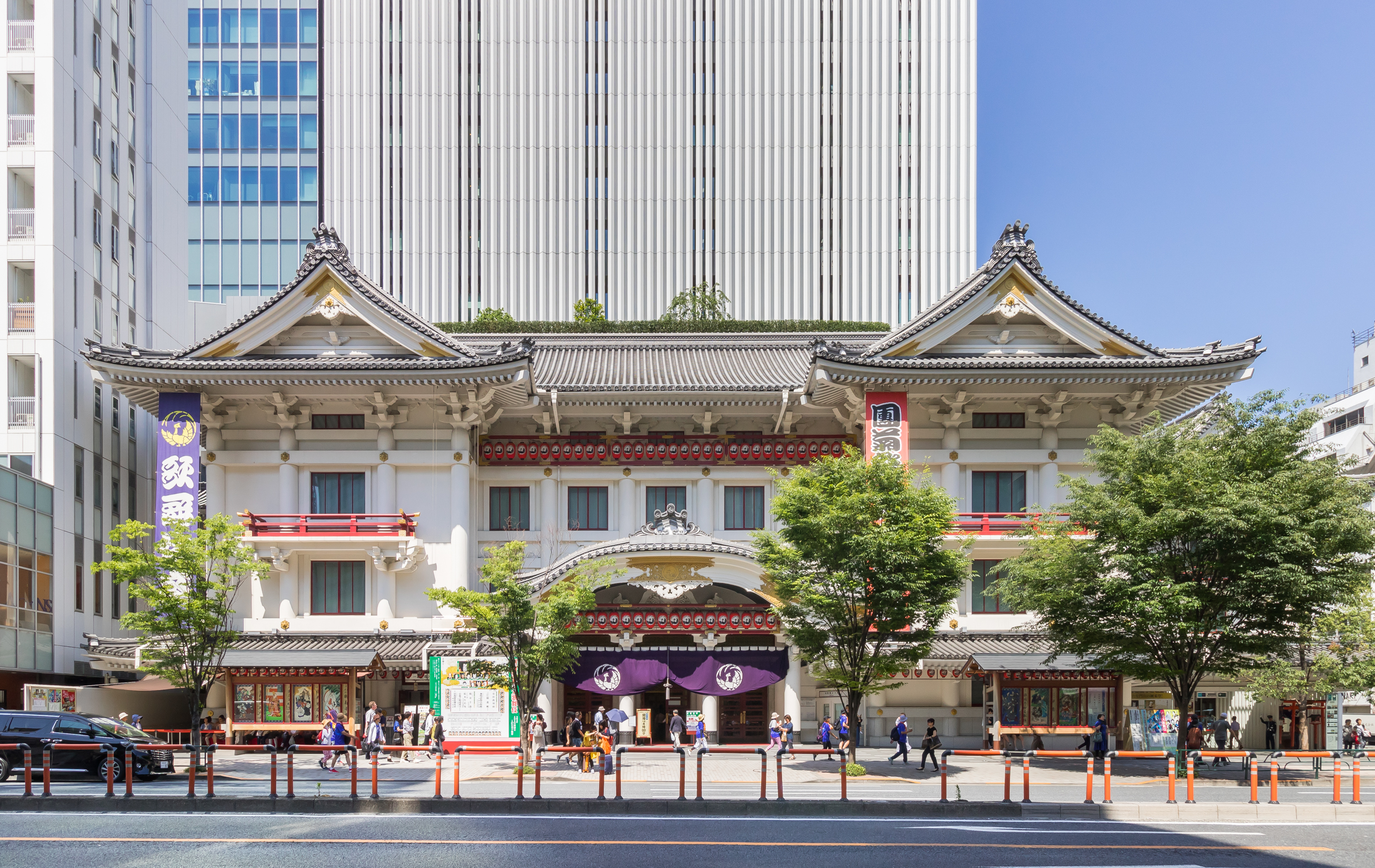
特殊慰安设施协会总部所在地东京银座歌舞伎座

特殊慰安设施协会总部位于今日本东京银座歌舞伎座，下设慰安、游戏、演艺、特殊施设、餐饮等部门。
在终战后的三个月内，东京都内建起了25个美军慰安所。RAA的美军慰安所数量以东京和横滨地区最多，此外江之岛、热海、箱根等休闲地区，以及大阪、爱知、广岛、静冈、兵库、山形、秋田和岩手县等日本各地都先后建起美军慰安所。

## 相關影視作品
- 2017年日本廣播協會紀錄片《東京黑洞》的[19]